# Waldämter
Waldämter waren Verwaltungseinheiten im mittelalterlichen Deutschordensstaates.
Während Kammerämter Bezirke mit gemischter prußischer und deutscher Bevölkerung waren, hatten Waldämter eine rein deutsche Bevölkerung. Neue deutsche Dörfer wurden vorwiegend in solchen Gebieten angelegt, die die Prußen mit hölzernem Pflug nicht bestellen konnten. Deutsche Bauern verfügten jedoch über eiserne Pflüge und konnten diese Böden bestellen. Waldämter wurden auf möglichst umfangreichem Waldland geschaffen, um dieses zu entwickeln. Waldämter wurden von Waldmeistern als untergeordnete Gebietiger des Komturs verwaltet.